# Lodewijk XVI-stijl

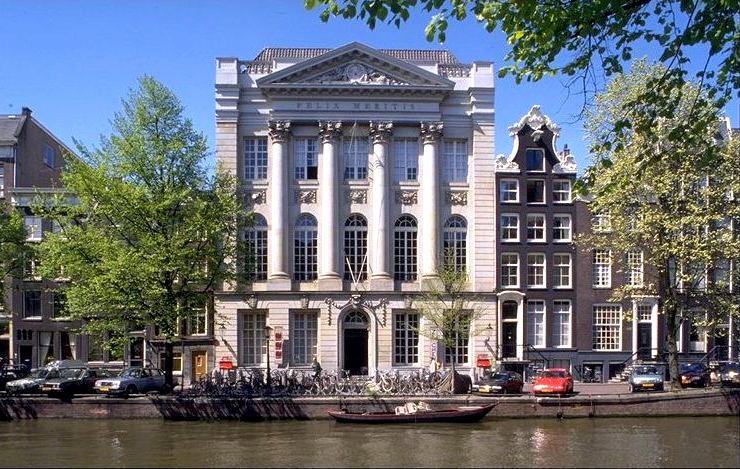
Felix Meritis te Amsterdam

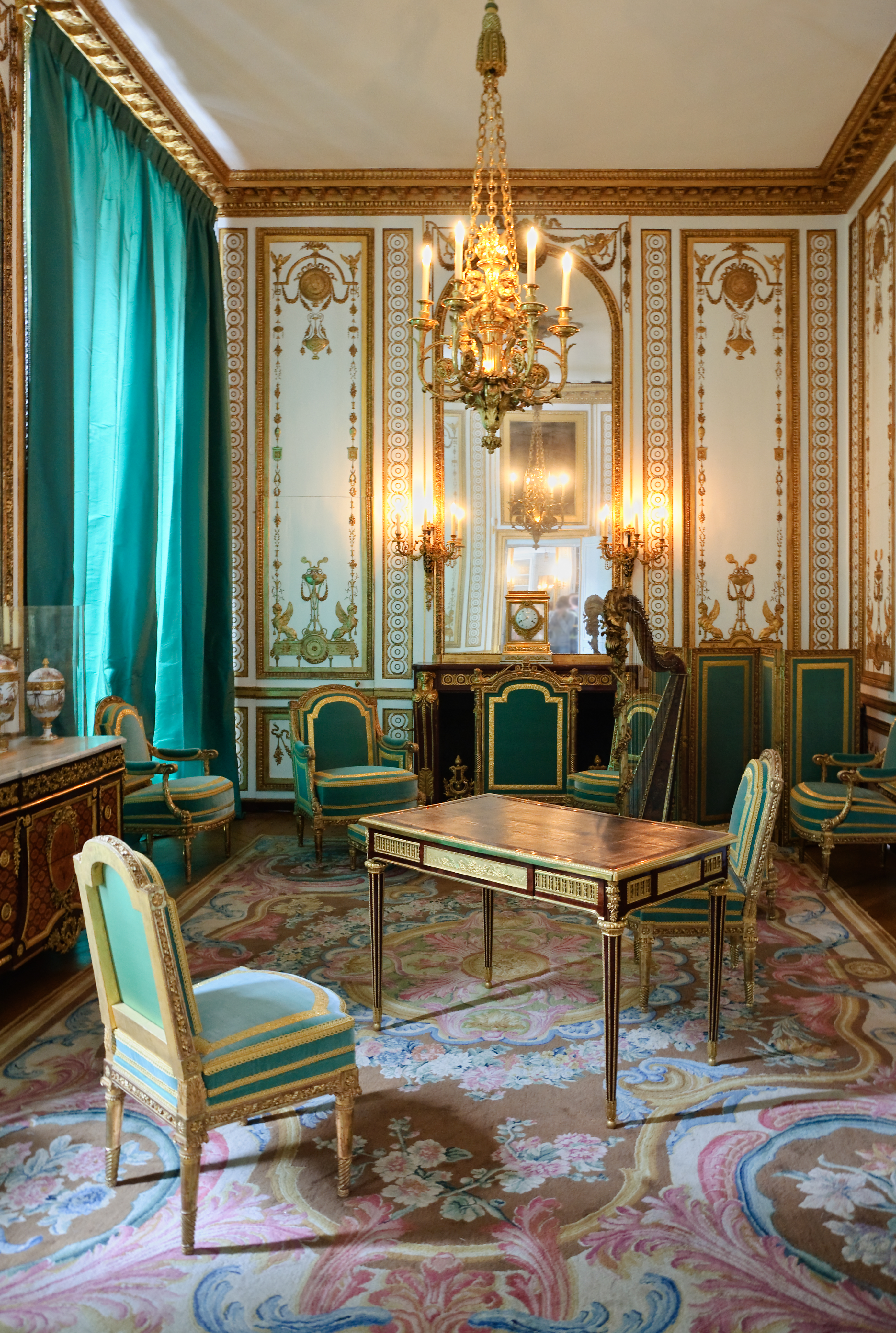
Voorbeeld van de stijl: Cabinet Marie-Antoinette, Versailles

De Lodewijk XVI-stijl (ook wel Louis Seize-stijl) is een van de Lodewijkstijlen. De stijl is vernoemd naar de Franse koning Lodewijk XVI, die regeerde van 1774 tot 1792. In Nederland werd de stijl toegepast in het vierde kwartaal van de 18e eeuw, meer precies: de periode ±1770-±1800.
Na de uitbundige rococostijl van Lodewijk XV volgt een terugkeer naar het classicisme, hetgeen betekent: de strakke lijn is terug. De Lodewijk XVI-stijl is sober en symmetrisch en wordt gekenmerkt door classicistische versieringen als slingers en vazen.
Voor een smal, enkel huis geldt dat de strakke en classicistische Lodewijk XVI-stijl zich slecht leent voor toepassing op hals- en klokgevels. Populairder was de lijstgevel. Dit type gevel leent zich meer voor toepassing van de strakke Lodewijk XVI-stijl. De kroonlijst wordt vaak versierd met festoenen. Het puntdak boven de kroonlijst wordt aan het oog onttrokken met een klein schilddak, een groot fronton boven de kroonlijst of beide.

## Voorbeelden
Een voorbeeld waar de Lodewijk XVI-stijl zeer uniform werd toegepast is het Brusselse Koningsplein en bij uitbreiding de gehele Koninklijke Wijk.